# Augusta (strugure)
Augusta este un soi românesc de struguri albi obținut de către cercetătorii Marin Neagu și Mihai Georgescu de la Institutul Agronomic Nicolae Bălcescu București, actuala Universitate de Științe Agronomice și Medicină Veterinară București prin încrucișarea soiurilor Italia și Regina viilor. Este un soi de masă care a fost omologat în anul 1984. 

## Caracteristici morfologice
Frunza adultă este de mărime mijlocie, glabră, cuneiformă, trilobată sau pentalobată. Sinusurile laterale superioare sunt închise elipsoidal cu lobii suprapuși, iar sinusurile inferioare atunci când frunza este pentalobată, sunt deschise în forma literei V. Sinusul pețiolar este deschis în forma literei U sau liră largă. Strugurele este mijlociu spre mare, de formă cilindro-conică, cu o compactitate a boabelor mijlocie spre laxă. Bobul este mare, oval, de culoare verde-gălbuie cu o pieliță destul de groasă, acoperită cu un strat de pruină persistentă. Miezul este cărnos-crocant, cu gust plăcut.

## Particularități agrobiologice
Augusta este un soi cu vigoare mijlocie, dezmugurește târziu, în a doua parte a lunii aprilie, pârga strugurilor are loc devreme pe la mijlocul lunii iunie, iar maturarea se realizează în a doua decadă a lunii august, cu 5-6 zile după soiul Cardinal (în anii cu condiții climatice optime, maturarea se realizează odată cu soiul Cardinal). Rezistențe biologice: toleranță mijlocie la ger (-18...-20 grade  C), oidium și putregaiul cenușiu al strugurilor și manifestă o mare sensibilitate la mană. Fertilitate bună, (61% lăstari fertili), productivitate ridicată, datorită mărimii strugurilor, iar valorile coeficienților de fertilitate sunt în limitele: c.f.a. 1,7 și c.f.r. 1,1, iar indicii de productivitate au valorile: i.p.a 552 g/lăstar; i.p.r. 356 g/lăstar.

## Particularități agrotehnice
Soiul Augusta dă rezultate bune pe terenuri cu expoziție sudică, bine însorite și cu soluri fertile. Se comportă bine pe portaltoii 140 Ru, SO 4-4.  Forma de conducere recomandată este Guyot pe semitulpină, încărcătura de rod care se lasă la tăiere este de 20 ochi/m2 , de cele mai multe ori repartizată pe elemente lungi. În plantații se aplică un complex de lucrări agrotehnice ca: plivitul lăstarilor sterili, copilitul, tratamente fitosanitare mai dese, în special împotriva manei.

## Caracteristici tehnologice
Strugurii sunt mari, acumulează cantități modeste de zaharuri, 120-135 g/l, iar aciditatea este de 3,7–4,9 H2SO4 . Producția de struguri este mijlocie, 15-16 t/ha, din care 85% reprezintă producția marfă. Calități și defecte: Soi timpuriu, cu boabe mari, dar cu o maturare eșalonată a strugurilor.

## Zonarea
Augusta se cultivă cu rezultate bune pe terasele Dunării (Greaca, Ostrov, Zimnicea, Cernavodă), precum și în unele podgorii subcarpatice cu climat mai blând (Dealul Mare, Drăgășani, Ștefănești - Argeș).